# Мар (титул)
Мар (сир. ܡܳܪܝ) — в сирийской христианской традиции общепринятое обращение к епископу или святому. В переводе с сирийского языка означает «мой господин», «владыка». В западно-сирийской традиции также используется вариант Мор. Для святых женского пола употребляется форма Март (Морт) («моя госпожа» (сир. ܡܪܬܝ)). Титул «Мар» также являлся почётным титулом для талмудических экзилархов вавилонских евреев, являясь одним из примеров общих культурных черт для арамеоязычных иудеев и сирийских христиан.

## В христианстве
Титул «Мар» является сокращённой формой слова Māryā (сир. ܡܳܪܝܳܐ), которое в сирийском тексте Пешитты используется для обозначения тетраграмматона. От него произошла форма Mara (Moro), используемая для обозначения Иисуса Христа.
Данный титул используется в церквях сирийской традиции и употребляется перед именем святых (к примеру, Мар Апрем или Март Мариам). Как правило, он употребляется для всех святых, а также перед именем архиерея. Для предстоятелей церквей (патриархов) также используется титул «Мар Маран» («Мор Моран») (к примеру, Его Святейшество Моран Мор Игнатий Закка I Ивас, патриарх Антиохии и всего Востока).

## В иудаизме
В мишнаитском иврите вплоть до настоящего времени арамейское слово «Мар» (ивр. מָר‎) используется как способ обращения к мужчине. Оно также было почётным титулом для талмудических экзилархов в среде вавилонских евреев. В ортодоксальных кругах, особенно среди выходцев из стран Ближнего Востока, вариант данного термина «Маран» (ивр. מָרָן‎) используется для обращения к высокочтимым раввинам, к примеру таким как Овадья Йосеф (духовный лидер партии ШАС).